# Carlin-Diskordanz

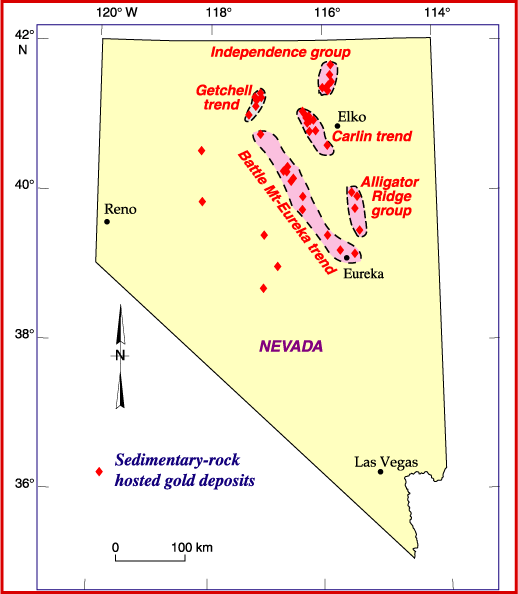
Goldvorkommen in Sedimentgestein (Carlin-Typ) in Nevada

Die Carlin-Diskordanz oder Carlin Trend ist eine geologische Eigentümlichkeit im Nordosten Nevadas. 
Sie beruht auf einer Kollision eines Terran mit der nordamerikanischen Platte in der Zeit des Unterkarbons (Mississippium, vor etwa 350 Mio. Jahren), die einherging mit der akadischen Orogenese. Die Kollision erzeugte hohe Krustentemperaturen und -drücke, so dass entlang der Nahtzone zahlreiche hydrothermale Quellen entstanden. Diese brachten besonders im Eozän gelöste Mineralien in Richtung der Oberfläche. Ein 5 Meilen breiter und 40 Meilen langer Gürtel durch die Stadt Carlin zählt in jüngerer Zeit zu den ergiebigsten Goldvorkommen in den USA. Die Carlin-Mine ist Namensgeber des Carlin-Typs von Goldlagerstätten, bei denen das Gold unsichtbar gelöst in Pyrit und Arsenopyrit vorkommt.